# Regiunea Seeland
Seeland este o regiune administrativă din cantonul Berna. Ea a luat ființă în anul 2010 și are o suprafață de 432,6 km². Regiunea cuprinde districtele:
| Regiunea Seeland | Regiunea Seeland      | Regiunea Seeland | Regiunea Seeland |
| District         | Nr. locuitori în 2009 | Suprafață în km² | Nr. localități   |
| ---------------- | --------------------- | ---------------- | ---------------- |
| Biel/Bienne      | 92.457                | 97,63            | 19               |
| Seeland          | 67.812                | 334,14           | 46               |
| Total            | 160.269               | 431,77           | 65               |